# Jean-Baptiste Urrutia
Pour les articles homonymes, voir Urrutia.
Jean-Baptiste Urrutia, né le 6 novembre 1901 à Aldudes (Basses-Pyrénées) et mort le 15 janvier 1979 à Montauban (Tarn-et-Garonne), est un missionnaire français qui vécut en Annam, où il devint évêque pendant la période troublée de la guerre d'Indochine, puis de la guerre du Viêt Nam. Ce fut le dernier évêque français de ce territoire.

## Biographie
Né à Aldudes (diocèse de Bayonne) dans une famille basque espagnole, il entre 16 septembre 1921 au séminaire des Missions étrangères de Paris, où il est ordonné prêtre le 6 juin 1925, après avoir acquis la nationalité française (1922). Il est destiné en septembre au vicariat apostolique de Hué dans la partie centrale de l'Indochine, le protectorat du Annam.
Il apprend d'abord la « langue annamite », comme on disait à l'époque, et devient professeur au petit séminaire d'An Ninh. Il en est ensuite pendant quinze ans le supérieur de 1930 à 1945. Il a parmi ses élèves François-Xavier Nguyên Van Thuân (1928-2002), futur cardinal, qu'il ordonne prêtre le 11 juin 1953, et dont le procès en béatification est ouvert.
Jean-Baptiste Urrutia est expulsé par les forces japonaises en mars 1945 et placé en résidence forcée à Hué avec le reste de ses confrères. Lorsque les troupes Vietminh arrivent quelques mois plus tard, sa détention se transforme en incarcération, tandis que la persécution à l'égard des chrétiens vietnamiens commence.
En 1946, c'est l'entrée en guerre d'Indochine et le vicariat apostolique de Hué demeure vacant, après la mort de François Lemasle à Saïgon. Une partie des prêtres se replie au sud également. Jean-Baptiste Urrutia est finalement nommé en pleine guerre nouveau vicaire apostolique de Hué, le 18 février 1948 (après dix-sept mois de vacance du siège), avec le titre d'évêque titulaire d'Isauropolis (de). Son territoire est le théâtre de l'opération Camargue en 1953. Après la partition du Vietnam et les accords de Genève de 1954, une portion de son territoire est au Nord Vietnam et une partie au Sud Vietnam (avec Hué). Il assume son épiscopat dans l'insécurité, avec des incursions vietminhs.
Lorsque le vicariat est élevé au rang d'archidiocèse en 1960, il laisse la place à un nouvel archevêque vietnamien et se retire à l'âge de cinquante-neuf ans auprès de la basilique Notre-Dame de La Vang, symbole de la résistance catholique du pays. Il participe aux sessions du concile Vatican II à Rome (1962-1965), mais de retour au Vietnam il traverse la terrible époque de la guerre du Viêt Nam qui frappa durement la province de Hué. 
Il est définitivement expulsé en 1975 après la chute de Saïgon et la prise de pouvoir des communistes. Jean-Baptiste Urrutia, âgé de soixante-quatorze ans, rentre définitivement en France où il termine ses jours dans la maison de repos de la Société des missions étrangères à Montbeton, après cinquante ans passés en Indochine.

## Notes et références

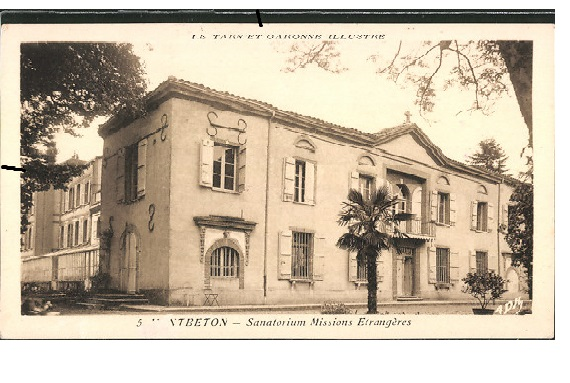
Maison des MEP à Montbeton.